# Jenny Jones (Snowboarderin)
Jenny Jones (* 3. Juli 1980 in Bristol, England) ist eine ehemalige britische Snowboarderin.

## Werdegang
Jones fuhr ihr erstes FIS-Weltcuprennen im Dezember 2001 in Whistler, welches sie auf der Halfpipe auf dem 31. Platz beendete. Von 2003 bis 2014 sie an Wettbewerben der Ticket to Ride World Snowboard Tour teil. Dabei holte sie im Januar 2003 bei der Honda Session in Vail im Slopestyle ihren ersten Sieg. In der Saison 2005/06 belegte sie den zweiten Platz im Slopestyle beim Roxy Chicken Jam in St. Moritz und beim Candy Jam in Åre. Die Saison beendete sie auf dem zweiten Rang in der World Snowboard Tourgesamtwertung. In der folgenden Saison siegte sie im Slopestyle beim Chevrolet Grand Prix am Mount Bachelor und errang beim Roxy Chicken Jam in Kaprun und bei den Burton US Open im Stratton Mountain Resort den dritten Platz.
Zu Beginn der Saison 2007/08 gewann Jones im Slopestyle bei den Burton New Zealand Open im Snow Park. Im weiteren Saisonverlauf erreichte sie den zweiten Rang bei den Australian Open in Perisher Blue und bei den Burton European Open in Laax. Zum Saisonende siegte sie bei den X-Trail Nippon Open in Bandai und errang bei den Burton US Open im Stratton Mountain Resort den dritten Platz. Die Saison beendete sie auf dem siebten Rang in der Tourgesamtwertung. In der Saison 2008/09 kam sie im Slopestyle bei der Winter Dew Tour in Breckenridge, bei den Burton US Open im Stratton Mountain Resort und beim Roxy Chicken Jam USA  in Mammoth auf den zweiten Platz. Im Januar 2009 gewann sie bei den Winter-X-Games 2009 in Aspen die Goldmedaille im Slopestyle. In der folgenden Saison belegte sie den zweiten Platz in der Winter Dew Tour Slopestylewertung. Bei den Winter-X-Games 2010 und den Winter X Games Europe 2010 in Tignes holte sie Gold im Slopestyle. Im März 2010 kam sie auf den dritten Rang beim Roxy Chicken Jam USA in Mammoth. Bei den Winter-X-Games 2011 gewann sie die Silbermedaille im Slopestyle. Im Februar 2011 errang sie den dritten Rang im Slopestyle bei The Oakley Arctic Challenge in Oslo. Bei den Snowboard-Weltmeisterschaften 2013 in Stoneham kam sie auf den sechsten Platz. Zum Beginn der Saison 2013/14 erreichte sie beim FIS-Weltcuprennen in Cardrona den zweiten Platz im Slopestyle. Bei ihrer ersten Olympiateilnahme 2014 in Sotschi gewann sie die Bronzemedaille im Slopestyle.